# Musaranya nana de Somàlia
La musaranya nana de Somàlia (Crocidura nana) és una espècie de musaranya que es troba a Etiòpia i Somàlia.